# Oneida (rzeka)
Oneida – rzeka w Stanach Zjednoczonych, w stanie Nowy Jork. Stanowi część granicy hrabstw Oswego i Onondaga. Długość rzeki wynosi 29 km. Rzeka zaczyna swój bieg w Jeziorze Oneida, a kończy łącząc się z rzeką Seneca, tworząc tym samym rzekę Oswego, która jest drugą pod względem przepływu rzeką wpadającą do Ontario.
Rzeka była znana miejscowym plemionom jako Sah-eh, a w czasach kolonialnych nazywana była Rzeką Onondaga.
Rzeka jest wykorzystywana do żeglugi jako część systemu kanałów stanu Nowy Jork.